# Miquel Casablancas i Juanicó
Miquel Casablancas i Juanicó (Sabadell, 10 de març de 1913 - Barcelona, 9 de juny de 1981) fou un sindicalista i polític, figura destacada del socialisme a Catalunya. El Districte de Sant Andreu de l'Ajuntament de Barcelona honorà la seva memòria instaurant l'any 1981 el Concurs d'Arts Visuals Premi Miquel Casablancas, una convocatòria d'art jove.

## Joventut
Era fill d'un obrer tèxtil de la fàbrica de Can Carol, mort prematurament d'accident laboral. La mare treballadora tèxtil va pujar els seus dos fills. Va fer els primers estudis al Col·legi Mercantil. Va poder estudiar fins als 16 anys. A aquesta edat entrà a treballar a les oficines d'una empresa tèxtil.
Ingressà al CADCI de Sabadell i, a través d'aquesta institució, va prendre contacte amb el moviment sindical sabadellenc. Es va adherir al Sindicat d'Empleats i Tècnics, escindit de la CNT. El novembre de 1933 viurà al comitè de vaga de Sabadell, la seva primera vaga general del comerç a tot el territori català del seu sindicat. Abans de l'adveniment de la Segona República Espanyola ja havia ingressat al Bloc Obrer i Camperol.

## Guerra Civil
Després del fracàs del Cop d'estat del 18 de juliol de 1936 serà membre de la Comissió d'Afers Civils i Administratius que funcionà fins que es constituí el nou Ajuntament. Ja havia entrat al Partit Obrer d'Unificació Marxista (POUM), arran de la fusió del Bloc Obrer i Camperol amb Esquerra Comunista. Poc després fou mobilitzat per anar al front d'Osca. El 1937 durant els Fets de maig es troba a Barcelona a la delegació de 29a Divisió, després d'unes hores de detenció torna al front destinat a una altra unitat d'artilleria. Serà ascendit a tinent d'intendència i passarà a la 66a Divisió de l'exèrcit republicà. L'ofensiva de l'exèrcit franquista prop de Terol que arribarà al mar, farà que amb part de la divisió quedi a la zona del País Valencià i, per tant, el fi de la guerra per ells arribarà més tard.

## Trajectòria durant el franquisme
El final de la guerra, l'1 d'abril de 1939 l'enxampa a València on serà fet presoner, en el moment, però, de ser deportat cap a Alacant es feu escapol, amb cinc soldats catalans. Cinc dies després, havent passat un munt de peripècies arribarà a Barcelona on passarà un any amagat a casa d'uns familiars. Aconseguirà connectar amb Miquel Utges antic company del POUM i formarà part dels primers grups del Front de la Llibertat, mentre treballava primer en una impremta del c/ d'Urgell de Barcelona, i després en un magatzem d'userda prop de l'Estació del Nord. Finalment s'establirà pel seu compte com corredor de llenya i carbó.
El 1945 en durant una reunió clandestina es produeix el trencament del POUM. Uns 450 militants restaren al POUM i uns cinquanta al grup de Pallach i en Rovira. Miquel Casablancas donarà suport al sector de Josep Pallach i Carolà i en Josep Rovira i Canals que després muntaran a França i a Mèxic el Moviment Socialista de Catalunya (MSC). El 1958 com a militant del MSC serà detingut en la "caiguda" de divuit militants, la més important d'aquest partit. Fou processat pel Tribunal d'Instrucció Especial de Propaganda Il·legal del territorio nacional i jutjat per l'Audiència Nacional, juntament amb altres socialistes, que el condemnà en l'any 1964 a dos anys de presó. El 1965 s'exilià amb ajuda de Joan Reventós i altres militants per tal de no complir l'esmentada condemna. Uns anys més tard retorna de França, i el 1974 s'integrà en el procés d'unificació socialista iniciat amb Convergència Socialista de Catalunya, militarà en el PSC-Congrés, durant la transició democràticai finalment en el Partit dels Socialistes de Catalunya l'any 1978. Amb la fundació del PSC Miquel Casablancas havia complert un dels seus somnis la unificació dels socialistes catalans en un sol partit.

## L'etapa democràtica
El 1978 en el congrés d'unificació i creació del nou PSC havia estat elegit membre de la Comissió de Conflictes com a home bo i de consens que era. El 1979, però, es veurà obligat a retornar als llocs directius en ser elegit primer secretari de la Federació de Barcelona on restarà fins al Congrés del 1980, quan renunciarà voluntàriament per tal de preservar la unitat socialista. Es tractava de facilitar la sortida de la crisi integrant a llocs de l'executiva de la Federació els sectors que s'havien enfrontat durant el Congrés. Treballarà com a militant de base en l'agrupació de Sant Andreu, a l'associació de veïns i altres associacions junt al seu amic i antic company del POUM Josep Moratalla i Martínez. Miquel Casablancas ja era en aquell moment un referent històric del socialisme català. Era un català de soca-rel, socialista i demòcrata convençut. En els moments més negres i difícils del franquisme maldà per construir i reconstruir una organització i mantenir els valors de la perseverança, l'esforç personal i la solidaritat amb la seva classe i el seu poble. El 1981 morí a Barcelona als 68 anys, després de cinquanta anys de militància socialista.